# هوراس بيبين
كان هوراس بيبين (22 فبراير 1888- 6 يوليو 1946) فنانًا أمريكيًا بتعليم ذاتي لرسم لوحات حول مواضيع متعددة من بينها مشاهد ألهمته إليها خدمته في الحرب العالمية الأولى ومناظر طبيعية وبورتريهات ومواضيع إنجيلية. تتطرق بعض أفضل أعماله إلى تاريخ العبودية في الولايات المتحدة والفصل العنصري.
وُضعت علامة تاريخية في ولاية بنسلفانيا عند شارع غاي 327، ويست تشيستر، بنسلفانيا، لتخليد إنجازاته وتمييز منزله حيث عاش وقت وفاته. نال مديحًا من صحيفة نيويورك تايمز عند وفاته على أنه «الفنان الأسود الأكثر أهمية» في التاريخ الأمريكي. دُفن في مقبرة تشيستنت غروف أنيكس في ويست غوشين تاونشيب، مقاطعة تشيستر، بنسلفانيا.

## نشأته
وُلد بيبين في ويست تشيستر، بنسلفانيا، في 22 فبراير 1888، يوم ميلاد جورج واشنطن، لهوراس وهاريت بيبين. نشأ في جوشن، نيويورك، وحولها إلا أنه سيعود إلى ويست تشيستر في سن البلوغ. في جوشن، التحق بمدارس منفصلة عرقيًا حتى بلغ سن الـ15، حين ذهب للعمل لإعالة أمه المريضة. حين كان صبيًا، اشترك هوراس في مسابقة إعلانية لشركة مواد فنية وفاز بمجموعته الأولى من الطباشير وعلبة من الألوان المائية. قبل عام 1917، عمل بيبين كبواب فندق وحمال أثاث وسباك حديد. كان عضوًا في كنيسة البروتستانتية الميثودية التابعة لاتحاد القديس يوحنا الأفريقي. في عام 1920، تزوج بيبين جيني فيثيرستون واد غيليس التي كانت أرملةً مرتين وكان لديها ابن يبلغ من العمر 6 سنوات.

## الحرب العالمية الأولى
خدم بيبين في الحرب العالمية الأولى في السرية ك، الكتيبة الثالثة من المشاة 369، التي اشتهرت بشجاعتها في المعارك مثل كتيبة هارليم هيلفايترز الشهيرة. واجه مقاتلو هيلفايترز، كتيبة مشاة من السود، الكثير من التمييز لدرجة أنهم وُضعوا تحت قيادة الجيش الفرنسي. وكانوا الفوج الذي خدم لأطول فترة على الخطوط الأمامية للحرب، وحافظوا على أرضهم ضد نيران العدو بصورة متواصلة تقريبًا من منتصف يوليو حتى نهاية الحرب. في أكتوبر من عام 1918، أصيب بيبين في كتفه الأيمن برصاص قناص ألماني. كلفته الإصابة في البداية استعمال ذراعه وحدّت دائمًا من نطاق حركته. سُرح بشرف في عام 1919 وحصل في العام نفسه على صليب الحرب الفرنسي. ومُنح بأثر رجعي القلب البنفسجي لخدمته في عام 1945. قال بيبين عن تجربته القتالية: 
لم أكترث بماذا أو إلى أين ذهبت. سألت الله أن يساعدني، وفعل ذلك. وهذه هي الطريقة التي مررت بها في ذلك المكان الرهيب والجحيمي. ولأن ساحة المعركة بأكملها كانت جحيمًا، لم تكن مكانًا يتواجد فيه أي إنسان.
أنشأ بيبين خلال الحرب مجلات مصورة تصور خدمته العسكرية. توثق هذه الأعمال تجربته في الخدمة العسكرية المنفصلة عرقيًا وكذلك اختراعات الحروب الحديثة. شيدت عودة بيبين من الحرب بداية ممارسة فنية جادة بدأ فيها معالجة محنة الحرب بشكل تصويري بينما كان يخضع بشكل عرضي لنوع من العلاج الطبيعي. ذكر الفنان أن الحرب العالمية الأولى «أخرجت كل ما في داخلي من فن». 

## المسيرة المهنية
على الرغم من أن بيبين أبدى اهتمامًا بالفن طوال طفولته، بدأ ممارسته الفنية بشكل جدي في وقت متأخر من حياته مع اقترابه من سن الأربعين. بدأ بيبين ممارسة الفن في عشرينيات القرن العشرين، وذُكر أن ذلك كان جزئيًا من أجل إعادة تأهيله من الحرب، وبدأ الرسم بالزيت في عام 1930 مع نهاية الحرب: منزل البداية. وأوضح لاحقًا عمليته الإبداعية: «اللوحات التي كنت قد رسمتها كانت تتراود إلى ذهني، وكنت أرسمها إن كانت بالنسبة لي جديرة بأن تكون لوحة».

## روابط خارجية
- هوراس بيبين على موقع الموسوعة البريطانية (الإنجليزية)